# Desmodium guadalajaranum
Desmodium guadalajaranum är en ärtväxtart som beskrevs av Sereno Watson. Desmodium guadalajaranum ingår i släktet Desmodium och familjen ärtväxter. Inga underarter finns listade i Catalogue of Life.